# Larry Krystkowiak
Larry Brett Krystkowiak (Missoula, 23 settembre 1964) è un ex cestista e allenatore di pallacanestro statunitense, professionista nella NBA, in Italia e in Francia.

## Carriera
È stato selezionato dai Chicago Bulls al secondo giro del Draft NBA 1986 (28ª scelta assoluta).
Fece una breve apparizione nel 1987 nel campionato italiano con la maglia della Neutro Roberts Firenze.